# Fort Gibson (Oklahoma)
Fort Gibson è un comune degli Stati Uniti d'America, situato nello Stato dell'Oklahoma, diviso tra la contea di Muskogee e la contea di Cherokee.